# An Kum-Ae
An Kum-Ae, född 3 juni 1980 i Pyongyang, är en nordkoreansk judoutövare som tävlar i 52-kilosklassen. Hon deltog i olympiska sommarspelen 2012 i London där hon vann guld.